# かほく市消防本部
かほく市消防本部（かほくししょうぼうほんぶ）は、石川県かほく市の消防部局（消防本部）である。管轄区域はかほく市全域。

## 概要
- 消防本部：かほく市内日角3丁目1番地
- 管内面積：64.76km2
- 職員定数：55人
- 消防署1か所、分署1か所
- 主力機械（2006年4月1日時点）
  - 普通消防ポンプ自動車：2
  - 水槽付消防ポンプ自動車：2
  - 高規格救急自動車：2
  - 救助工作車：1
  - 指揮車：1

## 沿革
- 1972年10月17日　河北郡内灘町、宇ノ気町、七塚町及び高松町の4町による一部事務組合の河北郡救急業務事業組合の設立が石川県知事より許可される。
- 1972年11月1日　河北郡救急業務事業組合が救急業務を開始する。
- 1974年9月　組合構成町の内灘町が内灘町消防本部を設置する。
- 1977年3月31日　河北郡救急業務事業組合規約の一部変更が石川県知事より許可される。
  - 1977年3月31日をもって、内灘町が河北郡救急業務事業組合より脱退する。
  - 1977年4月1日より、宇ノ気町、七塚町及び高松町の3町による一部事務組合とし、河北郡救急業務事業組合を河北広域消防事務組合に改称し、共同で処理する事務を常備消防事務とする。
  - 河北広域消防事務組合消防本部を設置し、常備消防事務を開始する。
- 1977年8月31日　消防本部・消防署庁舎及び高松分署庁舎が落成する。
- 1977年9月1日　組合事務所及び消防本部が移転し、1本部1署1分署体制で本格的な常備消防事務を開始する。
- 1978年9月29日　救急自動車を高松分署に配備する。
- 1991年2月4日　救助工作車を消防署に配備する。
- 1995年3月8日　高規格救急自動車を消防署に配備し、救急救命士が業務を開始する。
- 2001年2月23日　高規格救急自動車を高松分署に配備する。
- 2004年3月1日　宇ノ気町、七塚町及び高松町の新設合併により、かほく市が誕生する。
  - 河北広域消防事務組合が合併前日をもって解散し、かほく市に承継する。単独消防としてかほく市消防本部を設置する。

## 組織
- 本部 - 消防課、予防課
- 消防署

## 消防署
| 消防署         | 住所      | 分署             |
| -------------- | --------- | ---------------- |
| かほく市消防署 | 内日角3-1 | 高松：高松オ21-1 |